# Zwarte katvogel
De zwarte katvogel (Melanoptila glabrirostris) is een vogelsoort uit de familie van de spotlijsters (Mimidae).

## Verspreiding en leefgebied
Deze soort komt voor in Belize, Guatemala, Honduras en Mexico.
De soort telt twee ondersoorten:
- Melanoptila glabrirostris glabrirostris
- Melanoptila glabrirostris cozumelae